# W Series 2020
De W Series 2020 zou het tweede seizoen zijn van de W Series, een autoraceklasse op Formule 3-niveau geheel voor vrouwen. Het seizoen zou bestaan uit zes races in het voorprogramma van de Deutsche Tourenwagen Masters en twee in het voorprogramma van de Formule 1 en zou worden georganiseerd door de British Racing and Sports Car Club. Jamie Chadwick is de regerend kampioene in de W Series.
Op 4 juni werd het seizoen afgelast vanwege de coronapandemie.

## Coureurs
De top 12 coueurs uit het kampioenschap van 2019 hadden zich automatisch gekwalificeerd voor het seizoen 2020. Deze coureurs zouden allemaal terugkeren in het kampioenschap. De organisatie kreeg veertig nieuwe aanmeldingen voor het tweede seizoen en veertien van deze coureurs namen daadwerkelijk deel aan de selectieprocedure, die plaatsvond tussen 16 en 18 september 2019 op het Circuito de Almería in Spanje. Zes van deze coureurs kwalificeerden zich uiteindelijk voor het kampioenschap. Twee coureurs zouden op een later tijdstip nog een startbewijs voor het tweede seizoen hebben gekregen.

### Gekwalificeerde coureurs
| Nr. | Coureur           |
| --- | ----------------- |
| 5   | Fabienne Wohlwend |
| 7   | Emma Kimiläinen   |
| 11  | Vicky Piria       |
| 17  | Ayla Ågren        |
| 19  | Marta García      |
| 21  | Jessica Hawkins   |
| 22  | Belén García      |
| 26  | Sarah Moore       |
| 27  | Alice Powell      |
| 31  | Tasmin Pepper     |
| 32  | Nerea Martí       |
| 37  | Sabré Cook        |
| 44  | Abbie Eaton       |
| 51  | Irina Sidorkova   |
| 55  | Jamie Chadwick    |
| 85  | Miki Koyama       |
| 95  | Beitske Visser    |
| 97  | Bruna Tomaselli   |

## Races
Op 31 oktober 2019 werden de eerste zes races van het seizoen 2020 bekendgemaakt. Al deze races zouden worden verreden in het voorprogramma van de Deutsche Tourenwagen-Masters. De races op de Hockenheimring, het Circuit Zolder en het Misano World Circuit Marco Simoncelli zouden niet terugkeren. Deze ronden zouden worden vervangen door races op de Igora Drive, de Anderstorp Raceway en het Autodromo Nazionale Monza. Op 16 januari 2020 werden twee races aan de kalender toegevoegd, die zouden worden verreden in het voorprogramma van de Formule 1. Op het Circuit of the Americas zou worden gereden tijdens de Grand Prix van de Verenigde Staten, terwijl op het Autódromo Hermanos Rodríguez zou worden gereden tijdens de Grand Prix van Mexico.
| Ronde | Circuit                      | Datum       |
| ----- | ---------------------------- | ----------- |
| 1     | Igora Drive                  | 30 mei      |
| 2     | Anderstorp Raceway           | 13 juni     |
| 3     | Autodromo Nazionale Monza    | 27 juni     |
| 4     | Norisring                    | 11 juli     |
| 5     | Brands Hatch                 | 23 augustus |
| 6     | TT-Circuit Assen             | 5 september |
| 7     | Circuit of the Americas      | 24 oktober  |
| 8     | Autódromo Hermanos Rodríguez | 31 oktober  |